# 계룡산신도내주초석석재
계룡산신도내주초석석재(鷄龍山新都內柱礎石石材)는 대한민국 충청남도 계룡시 신도안의 부남리·정장리·석계리 일대에 흩어져 있는 주춧돌들이다. 1976년 6월 9일 충청남도의 유형문화재 제66호로 지정되었다.

## 개요
신도안의 부남리·정장리·석계리 일대에 흩어져 있는 주춧돌들이다. 신도안은 계룡산의 남쪽으로 특히 풍수지리설의 중심이 되는 지역인데, 좌우에 산줄기가 내려와 좌청룡 우백호의 지형을 이루고 있어 신령스러운 땅으로 지목되어 왔다.
고려가 망한 후 조선의 태조 이성계는 새로운 도읍을 정하고자 여러 지역을 찾다가 이곳에 자리를 정하여 궁궐을 짓기 시작하면서 돌들을 이곳으로 옮겨 왔다. 그러다 물길이 없다하여 공사를 중지하였는데, 그 때의 석재들이 이렇게 곳곳에 남아 있는 것이다.
석재는 사람의 힘으로는 운반하기 힘든 큰 돌들로서, 당시 가져다 놓았다는 94개중 파손된 2개를 뺀 나머지는 거의 그대로 보존되어 있다. 원래부터 이곳에 있던 것은 아니고 다른 곳에 있던 것을, 그곳에 건물들이 들어서면서 한데 모아 이 세 지역으로 나누어 보관하게 되었다.

## 참고 자료
- 계룡산신도내주초석석재 - 국가유산청 국가유산포털